# Jálics Ferenc
Jálics Ferenc (Budapest, 1927. november 16. – Budapest, 2021. február 13.) magyar jezsuita szerzetes, teológus, egyetemi tanár, a kontemplatív imamód gyakorlatának kidolgozója.

## Családja és származása
A nemes Jálics családnak a sarja. Apja nemes Jálics Kálmán (1893–1950), gyáli földbirtokos, anyja sövényházi Fricke Izabella (1902–2004). Az apai nagyszülei nemes Jálics Ferenc (1864–1927), földbirtokos, Pest vármegye törvényhatósági bizottsági tag, és nemes Jálics Vilma voltak. Az anyai nagyszülei sövényházi Fricke Emil (1867–1939), földbirtokos, magyar királyi gazdasági főtanácsos, és szentkirályi Nagy Izabella (1876–1949) voltak. Legidősebb Jálics Ferencnek a ükapja Jálics Kristóf (1729–1804) és felesége Sonleitner Teréz 1795. november 23-án címeres nemeslevelet szerzett adományban I. Ferenc magyar királytól.

## Élete
Tízen voltak testvérek, de egyikük korán meghalt, viszont mindig is úgy beszéltek magukról, és az édesanyjuk is mindig azt mondta, hogy tíz gyermeke van. Testvéreivel együtt, szülei gyáli birtokán nevelkedett. Korai vallási életének meghatározó alakítója édesanyja, aki a Szent Ignác-i lelkiség szerint élő Sacre Coeur-nővérek iskolájába járt. Apja kívánságára viszonylag korán katonai pályára lépett Kőszegen, hadapródiskolás, majd tisztjelölt volt. A második világháború alatt tisztjelölt volt, a háború vége felé Nürnbergbe vezényelték, ahol egy kaszárnyában kiképzésen vett részt, és a város bombázása alatt sebesülteket mentett. Életének meghatározó pillanata volt, mikor egy pincében a légitámadások alatt azt hitte, meg fog halni. „Amit ott láttam, egészen megváltoztatta az életemet, mert rájöttem, hogy az életnek van egy mélyebb értelme, mely még a haláltól is független. Ez lett mindennek a mércéje. Ez lett az életem iránytűje.”
1946-ban tért haza Magyarországra. Leérettségizett, és belépett a jezsuita rendbe. Két év múlva el kellett hagynia az országot, elöljárói kérésére sok más fiatal jezsuitával együtt külföldre ment tanulni.
1950-től a München melletti Pullachban nyelveket és irodalmat tanult. Diplomáját a Leuveni Katolikus Egyetemen (Belgium) szerezte meg filozófiából 1954-ben, majd a jezsuiták dél-belgiumi gimnáziumában, Mons-ban végzett kétéves gyakorlatot.
1956-ban a rend Chilébe, egy év múlva pedig Argentínába küldte, ahol teológiát tanult, majd 1959-ben pappá szentelték. Ezután az argentínai Córdobában töltött egy évet, majd a jezsuiták San Miguel-i teológiai és filozófiai fakultásán tanított dogmatikát és fundamentális teológiát. 1963-tól ugyanott a jezsuita növendékek – többek között a ma Ferenc pápaként ismert Jorge Mario Bergoglio –  lelki vezetője lett, és ebben az időben kezdett lelkigyakorlatokat is adni. 1966-ban teológiai doktorátust szerzett, és a salvadori, valamint a Buenos Aires-i katolikus egyetemen tanított. Első könyveit (Testvéreink hite, Tanuljunk imádkozni, Fejlődik a hitünk) spanyolul írta Dél-Amerikában.

### Elrablása
1974-től  két rendtársával együtt egy nyomornegyedbe költözött, hogy megossza életét a szegényekkel. Ekkor, 1973 és 1979 között az elöljárója a jezsuita rendben Aramburu érsek és Jorge Mario Bergoglio volt, az ő provinciális engedélyükkel történt a nyomornegyedbe való beköltözés és munkálkodás. 1976 májusában Argentínában szélsőjobboldali katonai puccs történt. Jálicsot és társát Jorge Mario Bergoglio figyelmeztetése ellenére, hogy haladéktalanul el kell hagyniuk a nyomornegyedet, az ott végzett tevékenységük miatt szélsőbaloldali terroristának minősítették, és elrabolták. Öt nap után tisztázták, hogy nem végeztek semmiféle rendszerellenes tevékenységet, és a szabadon engedésre is ígéretet tettek, mégis öt hónapig, összekötözött végtagokkal és fejükre húzott zsákkal fogva tartották őket.
Ez a közel fél év meghatározó volt az életében: itteni élményeinek hatására dolgozta ki a szemlélődő lelkigyakorlatok módszerét, mely azóta már nemzedékek számára vált az istenkapcsolat éltető forrásává. „Már évek óta imádkoztuk a Jézus-imát. Most az öt hónap alatt kipróbálhattam, mit jelent a gyakorlatban ennyire kiszolgáltatott helyzetben nem kétségbeesni, hanem Isten jelenlétére figyelni.” Később kiderült, hogy az akkor elhurcolt hatezer emberből csak ő és jezsuita társa maradt életben. Élete vége felé Jálics Ferenc megbocsátott az akkori elöljárójának, a későbbi Ferenc pápának, aki az elrablás idején az információik szerint nem tett meg mindent Jálics Ferenc és társa tisztázása és kiszabadítása érdekében, bár a hónapokkal későbbi tényleges kiszabadításuknál már tudni lehetett Bergoglio közbenjárásáról. 2023-ban Magyarországon részletesen beszélt erről Jezsuita társainak: "Szeretném hozzátenni, hogy amikor Jálicsot és Yoriót a katonaság elfogta, Argentínában zavaros volt a helyzet, egyáltalán nem lehetett világosan látni, mitévők legyünk. Azt tettem, amiről úgy éreztem, hogy meg kell tennem, hogy megvédjem őket. Nagyon fájdalmas ügy volt."
Miután Ferenc pápával közösen tartottak szentmisét Buenos Airesben, és megölelték egymást, Jálics Ferenc saját elmondása szerint, "a történtekkel kiengesztelődött, és a maga részéről az ügyet lezárta." Az argentin püspökök, élükön a mai Ferenc pápával, közös nyilatkozatban kértek bocsánatot a Római Katolikus Egyház mindazon hibáiért, ami miatt képtelenek voltak megvédeni a junta alatt üldözött embereket és egyházi személyeket. Ferenc pápa 2023-ban úgy nyilatkozott, hogy "Jálics jó ember volt, Isten embere, istenkereső ember, de egy olyan közeg áldozatává vált, amelyhez nem tartozott. Ezt ő maga is megértette. Ez a gerillák közege volt, akik azon a helyen tevékenykedtek, ahol ő lelkipásztori szolgálatot végzett. A két kötetben közzétett dokumentációban megtaláljátok az igazságot erről az esetről."

### Későbbi élete
1977-es szabadulása után egy évig Észak-Amerikába kivándorolt édesanyjával és testvéreivel élt, majd Németországba költözött. Azt követően évekig Bajorországban, a felső-frankföldi Wilhelmsthal város Gries nevű negyedében élt, és fogadta az egyénileg vagy közösségben végzett lelkigyakorlatra érkezőket. Itt írta meg Szemlélődő lelkigyakorlat című könyvét is, ami ma is kiemelkedő jelentőségű az imaélet és hitélet szempontjából. Több alkalommal tett látogatást Indiában a francia származású keresztény misztikus bölcsnél, Henri Le Saux (1910–1973) bencés szerzetesnél, indiai nevén Abhishiktanandánál, akinek az Arunácsala mellett lévő ásramjában a nemkettős – nonduális – gondolkodás és a szemlélődő ima alapjait felismerte. Nyaranta hazalátogatott, és Dobogókőn, a lelkigyakorlatos házban, Tahitótfalun, valamint Püspökszentlászlón tartott kontemplációs lelkigyakorlatokat. 2021-ben halt meg a budapesti Farkas Edith Katolikus Szeretetotthonban.
Módszere alapján ma már Németországban, Svájcban, Ausztriában, Magyarországon és Erdélyben összesen tizenhárom házban tartanak ilyen lelkigyakorlatokat.
Ferenc pápa a 2023-as magyarországi látogatása során szeretettel emlékezett Jálics Ferencre, s „Isten csendes emberének” nevezte őt.

## Könyvei
Magyarul
- A katolikus egyház fejlődése az utolsó tíz évben, Mindszenty M. Tud. és Kult. Akad., Buenos Aires, 1968
- Változik a hitünk?, Zsinati Bizottság, Róma, 1976
- Tanuljunk imádkozni, Prugg Verlag, Eisenstadt, 1977
- Testvéreink hite, Prugg Verlag, Eisenstadt, 1979
- Tanuljunk imádkozni, Korda Kiadó, Kecskemét, 1992, 1995, 1998, 1999, 2007, ISBN 9789639097728
- Szemlélődő lelkigyakorlat: Bevezetés a szemlélődő életmódba és a Jézus-imába, Manréza Kiadó (Dobogókő) és   Korda Kiadó (Kecskemét), 1994, 1996, 2001, 2006, ISBN 9639332445
- Testvéreink hite, Korda Kiadó, Kecskemét, 1995
- Fejlődik a hitünk, Korda Kiadó, Kecskemét, 1996, 1999, 2006, 2007, ISBN 9638004797
- A Szent Ignác-i lelkigyakorlatok kontemplatív szakasza, 2002
- A szemlélődés útja, Korda Kiadó, Kecskemét, 2006, ISBN 963955443X
- Lelkivezetés az evangéliumban; JTMR–L'Harmattan, Bp., 2013 (Jezsuita könyvek. Lelkiség)
- Szemlélődő lelkigyakorlat. Bevezetés a szemlélődő életmódba és a Jézus-imába; 5. jav. kiad.; JTMR, Bp., 2014 (Jezsuita könyvek Lelkiség)
- Tanuljunk imádkozni; 8. átdolg. kiad.; Korda, Kecskemét, 2014
- Testvéreink hite. A meghallgatás csodálatos ereje; spanyolból ford. Jálics Kálmánné; 5. átdolg. kiad.; Korda, Kecskemét, 2014

Németül
- Művei a Német Nemzeti Könyvtár katalógusában[halott link]
- Lernen wir beten eine Anleitung, mit Gott ins Gespräch zu kommen Franz Jalics, München, Pfeiffer, 1981
- Miteinander im Glauben wachsen, München, Pfeiffer-Verlag, 1982, 1983, ISBN 3-7904-0353-9
- Der kontemplative Weg, Echter-Verlag, Würzburg, 2006, ISBN 3-429-02767-5
- Kontemplative Exerzitien. Eine Einführung in die kontemplative Lebenshaltung und in das Jesusgebet (9. kiadás), Echter-Verlag, Würzburg, 2006, ISBN 3-429-02767-5

Spanyolul
- Cambios en la fe Francisco Jálics, Paulinas, Buenos Aires, 1975
- El encuentro con Dios (4. kiadás), Paulinas, Buenos Aires, 1977
- Aprendiendo a orar Francisco Jálics (3. kiadás), Paulinas, Buenos Aires, 1979

## Díjak, elismerések
- A Magyar Érdemrend lovagkeresztje (2013)

## Játékfilm
- A két pápa című 2019-es brit–amerikai–olasz–argentin filmdrámában Jálicsot Lisandro Fiks formálja meg. Rendező: Fernando Meirelles.[17]